# Uta Frith
Uta Frith (25 de maio de 1941) é uma psiquiatra alemã conhecida por ser uma das pesquisadoras pioneiras sobre o autismo e dislexia, além de ter escrito vários livros que contribuíram para a disseminação do autismo enquanto condição biológica, ao invés da antiga noção de que o transtorno era causado pela família. Seu livro Autism: Explaining the Enigma introduziu a neurociência cognitiva do autismo. Alguns de seus alunos foram Tony Attwood, Maggie Snowling, Simon Baron-Cohen e Francesca Happé. Em dezembro de 2015, foi eleita uma das 100 mulheres mais influentes do mundo pela BBC.